# Laran (mitologia)
Laran és el nom d'una divinitat etrusca, el déu de la guerra, que equival al grec Ares i al romà Mart.
Se'l representa com un guerrer jove nu que porta un casc, una llança i un escut, i de vegades com un guerrer adult barbut i armat. Era també un guardià de la pau i de les fronteres, com indiquen uns cips trobats a la ciutat de Bettona. Tenia una esposa, Turan, deessa de l'amor.
Està associat al picot, l'ocell que transmetia els missatges del déu a través del seu vol. Com altres déus etruscs, el seu nom és de gènere neutre. Es coneix el seu nom gràcies a les inscripcions d'un mirall trobat a Populònia on se'l representa lluita contra Celsclan, un gegant fill de la terra.
S'han trobat terracotes i imatges sobre miralls de bronze, procedents de Veii i Caere, que el mostren armat. Una altra figura de Laran sembla ser la monumental estàtua de bronze coneguda com el Mart de Todi.